# CK SEN
Cestovní kancelář SEN je česká cestovní kancelář. Zájezdy pořádá od roku 1993. Organizuje zážitkovou dovolenou, zájezdy na míru dle přání klienta.

## O společnosti
CK SEN je dceřinou společností největšího organizátora poznávacích zájezdů na Slovensku CK BUBO. Ředitelem CK SEN je Ľuboš Fellner, který byl v roce 2011 oceněn jako Podnikatel roku. Fúzí CK SEN a CK BUBO vznikla významná cestovní kancelář svého druhu v bývalém Československu se sídlem v Praze, Brně a Bratislavě.

## Historie společnosti
- V roce 1993 vznikla Cestovní kancelář SEN zaměřená na cyklistiku, rafting a turistiku v destinacích jako Špicberky nebo Island.[2][4]
- V roce 2000 CK SEN spoluorganizoval s CK BUBO poznávací zájezdy do Indonésie, Thajska, Číny, Indie, Nepálu a na safari do Afriky. Přidaly se zájezdy na klíč a teambuildingy pro firmy.
- V roce 2012 CK SEN nabrala pod vedením Luboše Fellnera nový směr. Začala se orientovat na exotiku a poznávací zájezdy se službami pro náročnější klienty.
- V roce 2013 měla CK SEN v nabídce více než 150 zemí celého světa na všech 6 kontinentech a pracovalo pro ni více než 30 průvodců.[5][9]
- Koncem roku 2016 se změnil design loga SEN, webové stránky i katalog.
- Do roku 2017 CK SEN nastoupila s novým sloganem „Vysněný svět s lovci zážitků“.

## Průvodci CK SEN
Všechny poznávací zájezdy jsou v doprovodu profesionálních, česky nebo slovensky hovořících průvodců, kteří provázejí výhradně pouze pro CK SEN. Jsou pravidelně školeni a vedeni týmem odborníků, kteří rozvíjí jejich odbornost, znalosti o destinacích, komunikační úroveň s klientem a řešení krizových situací.

## Dovolená na míru
CK SEN organizuje i poznávací zájezdy na míru pro jednotlivce i firmy, dle přání zákazníka.